# WWE 2K16
WWE 2K16 — компьютерная игра, разработанная Yuke’s и изданная 2K в 2015 году.

## Геймплей
Как и остальные игры серии, WWE 2K16 — симулятор реслинга.
Игра включает в себя более 120 бойцов, что практически вдвое больше, чем в предыдущей игре.

## Отзывы
| Сводный рейтинг | Сводный рейтинг | Сводный рейтинг |
| Издание         | Оценка          | Оценка          |
| Издание         | PS4             | Xbox One        |
| --------------- | --------------- | --------------- |
| GameRankings    | 73,06 %         | 70,08 %         |

Винс Ингенито из IGN дал игре оценку 8,8 из 10 и похвалил проработку комментаторов, отмечая, что у них стало «гораздо меньше повторяющихся фраз». Дэн Грациано из CNET описывал, что получил удовольствие от игры, но, исходя из названных им недостатков, посчитал цену в 60$ высокой. Дон Саас из GameSpot присвоил проекту 4 балла из 10 и одним из минусов выделил то, что «многие рестлеры выглядят как бедные версии самих себя». Дом Рези-Линкольн из GamesRadar+ оценил WWE 2K16 в 4 звезды из 5, назвав её лучшей игрой про реслинг за последнее время.

## Продажи
Летом 2018 года, благодаря уязвимости в защите Steam Web API, стало известно, что точное количество пользователей сервиса Steam, которые играли в игру хотя бы один раз, составляет 141 022 человека.